# Medicines and Healthcare products Regulatory Agency
La Medicines and Healthcare products Regulatory Agency (MHRA, traduïda com l'Agència reguladora de medicaments i productes sanitaris) és una agència executiva del Department of Health and Social Care (Departament de Salut i Assistència Social) del Regne Unit que s'encarrega de garantir que els medicaments i els dispositius mèdics funcionin i siguin acceptables.
La MHRA es va formar el 2003 amb la fusió de la Medicines Control Agency (MCA, Agència de control de medicaments) i la Medical Devices Agency (MDA, Agència de dispositius sanitaris). L'abril de 2013, es va fusionar amb la National Institute for Biological Standards and Control (NIBSC, Institut nacional d'estàndards i control biològics) i es va canviar de marca, amb la identitat MHRA utilitzada únicament per al centre regulador del grup. L'agència dona feina a més de 1.200 persones a Londres, York i South Mimms, Hertfordshire.